# Stevns Kommune
|  | For Stevns Kommune før kommunalreformen i 2007, se Stevns Kommune (1970-2006). |
Stevns Kommune med et indbyggertal på over 22.500 er en del af Region Sjælland og ligger syd for Køge. Stevns danner med sin halvø den sydlige afslutning af Køge Bugt og har et samlet areal på 249,5 km2.
Det flade, landskab med marker og landbrugsjord brydes af landsbyer, veje, skovområder og strukturer fra tidligere tiders landbosamfund. Af særlige landskabstræk kan nævnes Tryggevælde Å og Stevns Klint.
Undergrunden på Stevns består af kalk og kridt, hvilket har skabt særlige livsbetingelser for mennesker, dyr og planter. Langs kysten ses den stevnske undergrunds karakteristiske lagdeling, som især er synlig fra havsiden på en strækning af godt 16 km.
Stevns Kommune er opstået ved sammenlægningen af Vallø Kommune (tidligere i Roskilde Amt) og den daværende Stevns Kommune (tidligere i Storstrøms Amt) i forbindelse med Kommunalreformen i 2007. Allerede den 15. november 2005 blev kommunalbestyrelsen dog valgt.

## Byer
| Kommunens største byer |                    |                   |
| Nr                     | By                 | Indbyggere (2025) |
| 1                      | Strøby Egede       | 5.108             |
| 2                      | Store Heddinge     | 3.633             |
| 3                      | Hårlev             | 2.905             |
| 4                      | Rødvig             | 1.844             |
| 5                      | Valløby            | 748               |
| 6                      | Strøby             | 685               |
| 7                      | Hellested          | 569               |
| 8                      | Klippinge          | 490               |
| 9                      | Magleby            | 313               |
| 10                     | Lyderslev          | 316               |
| 11                     | Holtug             | 243               |
| 12                     | Havnelev-Boestofte | 221               |

## Borgmestre
| Navn                    | Parti                                                 | Periode                            |
| ----------------------- | ----------------------------------------------------- | ---------------------------------- |
| Poul Arne Nielsen       | Venstre                                               | 1. januar 2007 - 31. december 2013 |
| Mogens Haugaard Nielsen | Venstre (indtil 30.1.2017) Nyt Stevns (fra 24.2.2017) | 1. januar 2014 - 31. december 2017 |
| Anette Mortensen        | Venstre                                               | 1. januar 2018 - 31 december 2021  |
| Henning Urban Dam       | Socialdemokratiet                                     | 1. januar 2022 -                   |

### Mandatfordeling
| 9 | 2 |  | 2 | 13 |

| 18 | 9 |

| 6 | 1 | 2 | 1 | 7 | 2 |

| 17 |

| 5 | 1 | 1 | 2 | 8 | 1 | 1 |

| 14 | 5 |

| 6 | 1 | 2 | 2 | 4 | 2 | 2 |

| 12 | 7 |

| 5 | 1 | 3 | 1 | 1 | 5 | 1 | 2 |

| 14 | 5 |

| 5 | 1 | 3 | 1 | 1 | 1 | 2 | 4 | 1 |

| 13 | 6 |

### Nuværende byråd
| Navn                           | Parti                                    |
| ------------------------------ | ---------------------------------------- |
| Henning Urban Dam (Borgmester) | Socialdemokratiet - 5 mandater           |
| Tim Christensen                | Socialdemokratiet - 5 mandater           |
| Steen S. Hansen                | Socialdemokratiet - 5 mandater           |
| Anne Munch                     | Socialdemokratiet - 5 mandater           |
| Morten Kasper                  | Socialdemokratiet - 5 mandater           |
| Anette Mortensen               | Venstre - 5 mandater                     |
| Flemming Petersen              | Venstre - 5 mandater                     |
| Bjarne Nielsen                 | Venstre - 5 mandater                     |
| Karsten Skov                   | Venstre - 5 mandater                     |
| Rasmus Englund                 | Venstre - 5 mandater                     |
| Mikkel Lundemann Rasmussen     | Det Konservative Folkeparti - 3 mandater |
| Dorthe Winberg                 | Det Konservative Folkeparti - 3 mandater |
| Emil Larsen                    | Det Konservative Folkeparti - 3 mandater |
| Mogens Haugaard                | Nyt Stevns - 2 mandater                  |
| Jørgen Larsen                  | Nyt Stevns - 2 mandater                  |
| Martin Henriksen               | Dansk Folkeparti - 1 mandat              |
| Sejer Folke                    | Enhedslisten - 1 mandat                  |
| Line Krogh Lay                 | Radikale Venstre - 1 mandat              |
| Julie Hoff Sørensen            | Socialistisk Folkeparti - 1 mandat       |

| Navn             | Skiftet fra      | Skiftet til      | Dato               |
| ---------------- | ---------------- | ---------------- | ------------------ |
| Martin Henriksen | Dansk Folkeparti | Løsgænger        | 11. februar 2022   |
| Sejer Folke      | Enhedslisten     | Løsgænger        | 31. marts 2023     |
| Martin Henriksen | Løsgænger        | Nye Borgerlige   | 13. juni 2023      |
| Mogens Haugaard  | Nyt Stevns       | Moderaterne      | 25. september 2023 |
| Jørgen Larsen    | Nyt Stevns       | Moderaterne      | 25. september 2023 |
| Bjarne Nielsen   | Venstre          | Liberal Alliance | 25. april 2024     |

| Udtrådt     | Indtrådt                            | Parti                    | Dato         |
| ----------- | ----------------------------------- | ------------------------ | ------------ |
| Sejer Folke | Heidi van den Heijkant Christiansen | Løsgænger / Enhedslisten | 30. maj 2023 |

## Seværdigheder
En af Stevns Kommunes største seværdigheder er Stevns Klint, der i 2014 kom UNESCOs Verdensarvsliste.
Stevns Klint er en ca. 17 km lang stejl kystklint, som strækker sig fra Bøgeskov Havn i nord til Rødvig Havn i syd. Klinten er op til 40 meter høj og opbygget gennem millioner af år af gamle lag af hvidgrå kalk, hvidt skrivekridt og flint.
Fiskeleret i klinten gav forskere svaret på, hvorfor dinosaurerne og halvdelen af alle dyrearter blev udslettet for 66 millioner år siden, efter at en asteroide havde ramt Jorden. Det gør Stevns Klint til et helt unikt sted på Jorden. 
Langs klinten løber Stevns Klint Trampesti, som gør det muligt at vandre de godt 21 km mellem Rødvig Havn og Bøgeskov Havn.
Seværdigheder ved Stevns Klint:
- Bøgeskov Havn.
- Holtug Kridtbrud.
- Flagbanken.
- Stevns Fyr.
- Højerup gl. Kirke.
- Koldkrigsmuseum Stevnsfort.
- Boesdal Kalkbrud.
- Rødvig med den smukke lystbådehavn.

## Historie
Stevns Kommune blev dannet i 1962 ved sammenlægningen af Holtug, Magleby og Store Heddinge landsogn.
Sammenlægningen holdt frem til 1970, hvor en ny kommunalreform betød, at de daværende kommuner Store Heddinge, Hellested og Boestofte blev en del af Stevns Kommune.
Stevns Kommune, som den ser ud i dag, blev dannet ved sammenlægningen med Vallø Kommune i forbindelse med kommunalreformen i 2007.  